# مونته‌کالوو ورزیجیا
مونته‌کالوو ورزیجیا (به ایتالیایی: Montecalvo Versiggia) یک کومونه در ایتالیا است که در استان پاویا واقع شده‌است. مونته‌کالوو ورزیجیا ۱۱٫۲ کیلومترمربع مساحت و ۵۷۴ نفر جمعیت دارد.